# Onges (peuple)
Les Onges sont un peuple des îles Andaman en Inde. Ils habitent la partie ouest de la Petite Andaman, sont semi-nomades et pratiquent la chasse et la cueillette. Décimés par les Britanniques et les Indiens, leur nombre est passé de 650 en 1900 à moins d'une centaine en 2011.

## Génétique et paléogénétique

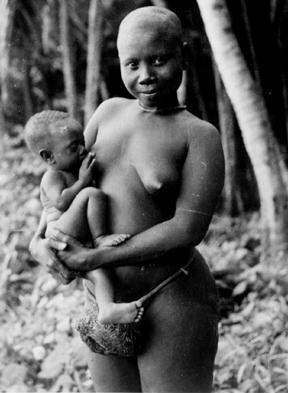
Une jeune mère onge avec son enfant photographiée par Alfred Radcliffe-Brown en 1905.

Une étude à l'échelle du génome réalisée par Reich et al. (2009) a révélé que les Onges andamanais sont proches des populations de Négritos en Malaisie et aux Philippines. L'étude a en outre montré que, bien que les Onges soient étroitement liés aux Indiens modernes, ils n'ont rien reçu du mélange des agriculteurs iraniens néolithiques ou des pasteurs des steppes qui est répandu sur le continent. De ce fait, ils concluent que les Onges sont uniquement issus d'une des anciennes populations qui ont contribué à la génétique des Indiens modernes. Selon Chaubey et Endicott (2013), dans l'ensemble, les Andamanais sont plus étroitement liés aux Asiatiques du Sud-Est qu'aux Asiatiques du Sud d'aujourd'hui. Selon Basu et al. (2016), les populations de l'archipel des îles Andaman forment une ascendance distincte, « coancestrale aux populations océaniques et non proche des Asiatiques du Sud (Inde) »
L'analyse des lignées paternelles indique que tous les Onges portent l'haplogroupe ADN Y D. Maternellement, les Onges appartiennent également exclusivement au clade M, portant les sous-clades M2 et M4. Une étude de 2017 suggère que les Onges sont issus d'une lignée qui a bifurqué des Asiatiques de l'Est et des Australasiens dans les temps anciens.
L'ascendance liée aux Onges se trouve apparemment être la couche la plus profonde du plateau tibétain et contribue à 45 % de l'ascendance des Jomons du Japon. Parmi les anciens peuples proto-austronésiens de Taïwan, il représentait 14 % de l'ascendance. Des travaux antérieurs sur l'Asie du Sud-Est ont indiqué que même avant l'expansion des agriculteurs austro-asiatiques hors du sud de la Chine, ceux-ci s'étaient mélangés à une lignée basale d'Eurasie orientale liée aux Onges.